# Lucas Lima
Lucas Rafael Araújo Lima (ur. 9 lipca 1990 w Marílii) – brazylijski piłkarz występujący na pozycji pomocnika w brazylijskim klubie SE Palmeiras; reprezentant kraju.